# IP камера
ИП камера је врста дигиталне камере која се користи за видео надзор. ИП камере користе Интернет протокол за пренос података и контролу слике преко рутера и свичера. ИП камере се такође често називају мрежне тј ЛАН камере. 
ИП камера се првенствено користи за надзор на исти начин као и аналогна телевизија затвореног склопа.
Број ИП камера у систему обично зависи од мрежног видео-снимача (НВР) тј од броја камера које може да подржи и обради њихову слику у једној локалној рачунарској мрежи.
ИП камере тренутно имају веома велики раст у огромној индустрији надзорних система. 
ИП камере омогућавају власницима објеката под надзором да их посматрају са удаљених локација кроз интернет конекцију путем рачунара или мобилних телефона или таблет рачунара.

## Својства ИП камере
Двосмерни аудио на ИП камерама омогућава корисницима да поред тога што виде путем надзорних камера и комуницирају са особама путем истих.
ЛЕД расвета се користи за услове слабе осветљености. Ова функција даје корисницима могућност да виде подручја ниског нивоа осветљености, користећи технологију познату под именом Night Vision. 
Неке ИП камере имају резолуцију 1920×1080 и у стању су снимити 30 фрејмова (слика) по секунди. Иницијална конфигурација мора бити учињена кроз рутер, међутим након тога ИП камера се може повезати и бежично. Постоје централизоване и децентрализоване ИП камере.

## Историја ИП камера
Прва ИП камера је представљена 1996. од стране Axis Communications компаније. Звала се Axis Neteye 200. За развој софтвера коришћен је linux платформа. Као и код дигиталних фото-апарата, резолуција ИП камера је повећавана са временом. Мегапикселне ИП камере су сада доступне на резолуцијама од 0.3 па све до 20 мегапиксела. Данас постоји много произвођача ИП камера. Прва децентрализована ИП камера је направљена 1999. од стране компаније Моботикс.

## Стандарди
Аналогни ЦЦТВ користе основне телевизијске формате (нпр. ЦИФ, NTSC, PAL и СЕЦАМ). 
ИП камера за надзор, с друге стране, не користе исте стандардизације. 
Генерално говорећи, свака ИП камера се разликује у смислу специфичне особине и функције као што су видео кодирање (компримовања слике) подржани мрежни протоколи и софтвер за снимање и запис аудио/видео материјала.
У циљу решавања питања стандардизације ИП видео надзора, две индустријске групе су формиране у 2008. години The Open Network Interface Video Forum (ONVIF) и сигурносна Interoperabilna Alliance (PSIA) су основали Аxис, Бош и Сони, а ОНВИФ је основао Cisco. Свака група има бројне чланове.

## Потенцијалне предности ИП камере
- Савремене ИП камере високе дефиниције снимају много више детаља од ЦЦТВ камера.
- Бежична ИП камера омогућава да буде монтирана било где.
- Смањени захтеви у великим системима (много камера) јер се све контролише путем рачунара.
- Способност за имплементацију на бежичне мреже и једноставно проширење постојећег система.
- Подршка за разне резолуције као што је 1920×1080 и у стању су снимити 30 фрејмова (слика) по секунди.
- Способност за дигитално зумирање високе резолуције и до 20 мегапиxелне слике.
- Progressive scan (versus interlaced skeniranje). Progressive scan омогућује да се слика види у бољем квалитету од видео извора. То је посебно одлично за циљеве које снимамо а који се брзо крећу.
- Могућност кориштења постојећег коаксијалног кабла с одговарајућим претварачима.
- Способност да користе оптичке везе с одговарајућим уплетеним двожилним кабелом.
- Способност за пренос и контролу ПТЗ (пан, тилт, зоом) камере преко једног мрежног кабла.
- Могућност одабира одређеног броја фрејмова и резолуција за сваку ИП камера посебно у истом систему
- Нема додатних видео декодера који су потребни за претварање аналогног видео-сигнала у дигиталне податке за снимање на тврде дискове.
- Повезивање на нове или постојеће ИП инфраструктуре
- Могућност кориштења енергије преко Ethernet switcha допуштајући да један кабел користимо за напајање и управљање подацима са ИП камере.
- Већа функционалност
- За заштиту се могу користити разни сигурносни протоколи[1]

## Потенцијалне мане ИП камере
- Висока цена ИП камера (са изузетком када се користе јефтине веб камере)
- Високи захтеви за брзину интернета (минимум 3 Мб/с за резолуцију 640х480 са 10 фрејма по секунди)
- Техничка баријера. Потребно је стручно лице за постављање ИП камера.
- Недовољна сигурност. Криминалци могу да упадну у систем и злоупотребе га.